# كيدهن عظيم (فلم)
كيدهن عظيم  فيلم دراما مصري للمخرج حسن الإمام عام 1983، كتب القصة والسيناريو والحوار السيناريست محمود أبو زيد. الفيلم من بطولة فريد شوقي، عفاف شعيب، فاروق الفيشاوي، تحية كاريوكا، نبيلة السيد، وجميل راتب  وتدور الأحداث حول بائعة اللبن أطاطا التي تتزوج من الثري لطفي سراً ودون علم زوجته الثرية وعندما تضع أطاطا مولودتها يرفض الثري الإعتراف بها وعندما تشب الإبنة تقع في حب نجل الثري دون علمها أنه أخوها.
صدر الفيلم الفيلم إلى دور العرض المصرية في 17 أكتوبر 1983.
منح موقع قاعدة بيانات الأفلام العربية «السينما.كوم» الفيلم درجة 5.5/ 10.

## طاقم التمثيل
فريد شوقي: في دور المعلم الثري أبو العطوف زينهم (الجزار)
عفاف شعيب: في دور سماسم
فاروق الفيشاوي: في دور جلال لطفي شاهين (طبيب الأمراض النفسية)
تحية كاريوكا: في دور المعلمة أطاطا (والدة سماسم)
نبيلة السيد: في دور دندشة (صديقة أطاطا)
جميل راتب: في دور لطفي شاهين (والد جلال وسماسم)
أحمد عبد الوارث: في دور إبراهيم أبو العطوف زينهم
أحمد خميس: في دور فهمي
نجاح الموجي: في دور أطنطا
سيد الصاوي: في دور عصام
حافظ أمين: في دور عبد البصير (كاتب المحامي)
فيفي يوسف: في دور دولت (الثرية زوجة لطفي)
شوقي بركة: في دور المحامي
حسين الشريف: في دور ضابط قسم الشرطة
عمران بحر: في دور عامل في المخبز
مطاوع عويس: في دور عامل في المخبز
بدرية عبد الجواد: في دور عاملة في المخبز
علي الشريف الصغير: في دور صبي المعلمة أطاطا
بالاشتراك مع: هيام إبراهيم – الطفل تامر الحناوي – سيد الحناوي – هريدي عمران – لويس يوسف – فاطمة عيد (غناء)

## أغنية الفيلم
أغنية «سلمولي عليه» غناء فاطمة عيد. أقتبس نبيل خلف  من عنوان أغنية فاطمة عيد أغنية للمطربة اللبنانية نانسي عجرم صدرت 2010.
كتب عبد الله السمطي على موقع الصحيفة الالكترونية اللندنية "إيلاف" في 7 يوليو 2010: "المطربة الشعبية المصرية فاطمة عيد، فأغنيتها المشهورة «سلمولي عليه» التي تغنى في الأعراس الشعبية المصرية تتردد حتى اليوم، في الحواري والشوارع، مع كل دقة طبلة، أو تقسيمة ناي، أو رعشة عود"، ويتابع الكاتب: "مدة أغنية فاطمة عيد أربع دقائق ونصف، يحمل كل مقطع منها حالة تعبيرية جديدة، وتفتح أفقا دلاليا لترداد العبارة المتكررة، بحيث ينسجم القارئ مع دفقات المعاني وتتاليها موسيقيا ولفظيا. أغنية فاطمة عيد لها مبرراتها الشعبية، إنها تنبع من حس شعبي أصيل، تنبع من أغاني الفلاحين البسطاء وهمومهم اليومية، تنبع من أغاني الغيط (الحقل) والترعة، والمزارع الخضراء، أما أغنية نانسي عجرم التي اقتبست عنوان أغنية فاطمة عيد فجاءت سقيمة، بأنغام شرقية مطعمة بنغمات غربية.

## أحداث الفيلم
تضطر أطاطا (تحية كاريوكا) أن تحل محل زوجها بائع اللبن المتوفي، وتقوم ببيع اللبن في منطقة الزمالك، ويتعرف عليها الثري لطفي شاهين (جميل راتب) ويطمع في جسدها ويحاول بشتى الطرق أن ينالها، ويدعي الحب. تطلب من أن ينالها بالحلال، فيقوم بإحضار مأذون واثنين مشهود وهميين، ويعقد عليها سرا خوفا من زوجته بنت الأكابر دولت (فيفي يوسف) التي يتمتع بثروتها. تحمل أطاطا وتطلب من لطفي إعلان زواجهما، ويرفض خوفا من زوجته. تضع أطاطا ابنتها ويرفض لطفي الاعتراف بها، فتلجأ للمحامي (شوقي بركة) الذي يكتشف أن عقد الزواج مزور، ويتعاطف كاتب المحامي عبد البصير (حافظ أمين) مع أطاطا ويساعدها ويقترح عليها أن تسجل المولودة باسم زوجها المتوفي. تغادر أطاطا قريتها وتستقر في حارة المغربلين بحي الجمالية وتفتتح مخبزا. تشب سماسم (عفاف شعيب) وتصبح مطمعا لشباب الحارة، وتحب إبراهيم (أحمد عبد الوارث) نجل المعلم أبو العطوف زينهم (فريد شوقي) الجزار الذي يمتلك 12 عمارة سكنية وعدد كبير من المحال التجارية ومزرعتين لتسمين العجول. يتم تحديد يوم عقد القران، ويأتي خال العريس للتهنئة، لتكتشف أطاطا انه هو كاتب المحامي عبد البصير والذي يبلغ أبو العطوف بأن سماسم متنازع على نسبها. يوقف أبو العطوف الزواج، لكن إبراهيم يصمم على إتمام الزواج مقتنعا برواية أطاطا، وينفصل إبراهيم عن والده ويقرر الاستمرار مع حبيبته، التي ترفض الزواج منه قبل أن تعرف الحقيقة، هل هي ابنة لطفى، أو ابنة حرام. تتوجه سماسم إلى لطفي شاهين الذي ينكر معرفته بوالدتها، وتعلم سماسم أن لطفي له ابن وحيد يعمل طبيبا نفسيا إسمه جلال (فاروق الفيشاوي). تدعي سماسم الجنون، وتطلب الدكتور جلال لزيارتها، ليكتشف أنها مدعية، ولكنها تكشف له الحقيقة وتطلب منه معرفة حقيقة نسبها. يطمع جلال في النيل من سماسم وتنصحها صديقة والدتها دندشه (نبيلة السيد) أن توقع جلال في حبها، فإذا تقدم للزواج بها سيعترض والده لطفي وتنكشف الحقيقة. يقع جلال في حب سماسم ويحضر والده لخطبتها، ويكتشف لطفي الخدعة، فيوافق على الزواج، لأنه يعلم أن أطاطا لن توافق على زواج ابنتها من أخيها. يدرك أبو العطوف الخدعة، فيقرر الاستمرار في الزواج لنهايته، ويذهب إلى لطفي ليخبره أن جلال مع عروسه بالفندق يقضون شهر العسل. يسارع لطفي إلى الفندق ليخبر نجله أن سماسم هي أخته، ويضطر لطفي لإنصاف سماسم بالاعتراف ببنوتها، غير أنه يرفض أن يكون ذلك علنا، خوفا على مستقبله العملي وخوفا من زوجته دولت ويرفض أن يحضر زواج إبنته سماسم من إبراهيم.

## وصلات خارجية
- مقالات تستعمل روابط فنية بلا صلة مع ويكي بيانات
- كيدهن عظيم على موقع الدهليز
- كيدهن عظيم على موقع كاروهات